# Hörkamp-Langenbruch
Hörkamp-Langenbruch ist ein Ortsteil der Stadt Stadthagen im niedersächsischen Landkreis Schaumburg. Zum Ortsteil gehören Teile des Brandshofs (Forsthaus Halt).

## Lage
Der Ort liegt südlich des Kernortes Stadthagen an der Landesstraße L 447. Nördlich verläuft die B 65. Am östlichen Ortsrand fließt die Bornau.

## Geschichte

### Eingemeindung
Am 1. März 1974 wurde Hörkamp-Langenbruch gemeinsam mit weiteren Umlandgemeinden in die Kreisstadt Stadthagen eingegliedert.

## Sehenswürdigkeiten
siehe Liste der Baudenkmale in Stadthagen#Hörkamp/Langenbruch